# Дельвалье, Эрик Артуро
Э́рик Арту́ро Дельвалье́ Ко́эн-Энри́кес (исп. Eric Arturo Delvalle Cohen-Henríquez; 2 февраля 1937, г. Панама — 2 октября 2015, Кливленд) — государственный и политический деятель Панамы, президент страны с 28 сентября 1985 до 26 февраля 1988 года.

## Биография
Племянник известного панамского политика, бывшего вице-президента и и. о. президента страны (первого президента-еврея в Латинской Америке) Макса Дельвалье. В 1953 году окончил столичный колледж «Хавьер», в 1956 году — Университет штата Луизиана (США).
С 1983 года член руководящего совета Института экономического развития, занимал руководящие посты в различных предпринимательских организациях.
В 1960 году был одним из основателей Республиканской партии Панамы, с 1983 года — её председатель.
Был племянником Макса Дельвалье, вице-президента Панамы с 1964 по 1968 год, признанного президентом страны Национальной ассамблеей во время политического кризиса 1967 года
С 1968 года — депутат Национальной ассамблеи, был заместителем председателя парламента. 6 октября 1984 года избран вице-президентом страны от предвыборной правой коалиции Национальный демократический союз.
В связи с уходом Николаса Ардито Барлетты в отставку 28 сентября 1985 года занял пост президента страны.
Его первым действием на посту президента была приостановка формирования комиссии по расследованию исчезновения панамского революционера-интернационалиста Уго Спадафоры. В течение 1987 года пытался выступить посредником между вооружёнными силами и оппозицией, которая обвиняла Норьегу в торговле наркотиками, отмывании денег, коррупции, нарушениях прав человека и убийстве Спадафоры. Внутренний конфликт в Панаме в то время обострился после разоблачений полковника Роберто Диаса Эрреры, который, после расхождения с Норьегой, подтвердил причастность военных к различным скандалам и преступлениям, а также фальсификациям на всеобщих выборах 1984 года.
В феврале 1988 года единолично попытался отстранить Мануэля Норьегу от командования Национальной гвардией Панамы, однако 25 февраля 1988 года Национальная ассамблея Панамы лишила его президентских полномочий «за нарушение конституции страны». С помощью правительства США скрылся за границу и жил в США, которые не признали полномочий его преемников и считали его президентом вплоть до окончания полномочий в 1989 году.
В 1994 году был помилован президентом Гильермо Эндарой.